# Bacem (Jepon)
Bacem is een bestuurslaag in het regentschap Blora van de provincie Midden-Java, Indonesië. Bacem telt 1646 inwoners (volkstelling 2010).